# 中華基督教會方潤華小學

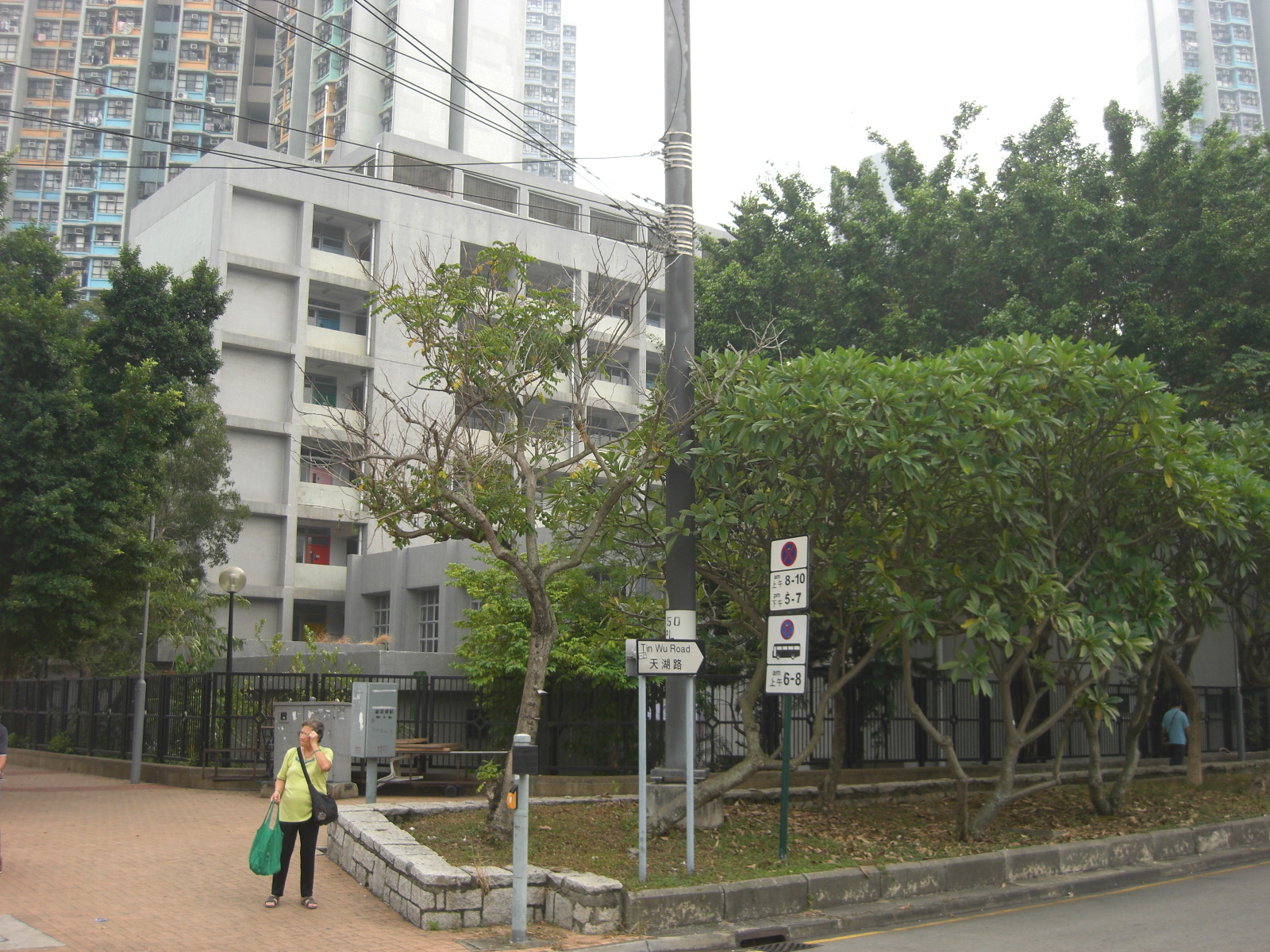
中華基督教會方潤華小學東北面

中華基督教會方潤華小學（英語：C.C.C. Fong Yun Wah Primary School）是一所已停辦的小學，位於香港新界元朗區天水圍新市鎮天耀邨，其前身為位於觀塘秀茂坪邨、創於1966年的中華基督教會基秀小學，於1993年及2015年兩度復辦，並於2024年永久停辦。

## 歷史
1966年9月-1992年8月

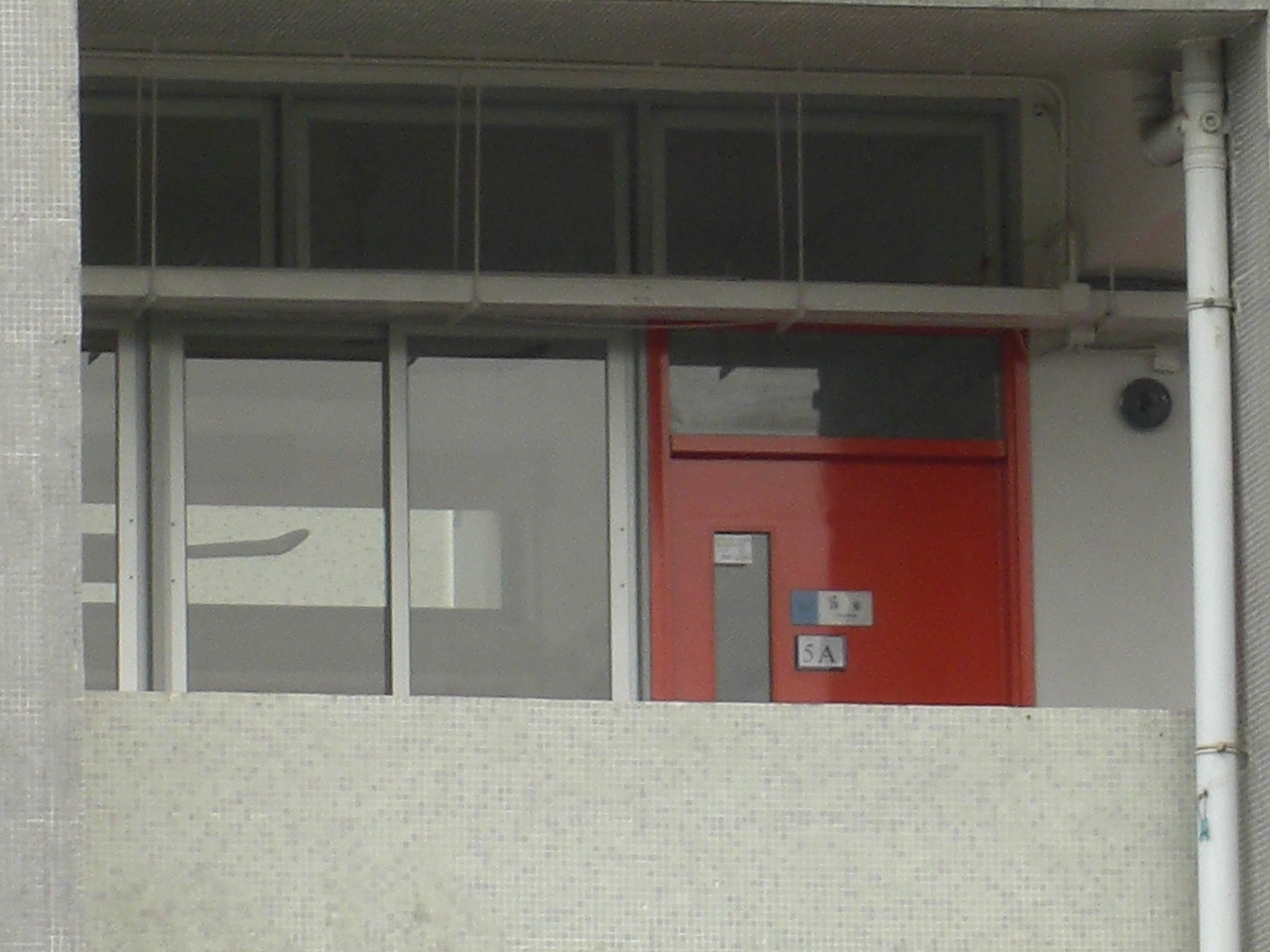
遠觀2樓其中一個課室，為原5A班課室（2012年10月）

此校前身的基秀小學分為上午校和下午校，1966年9月創校，早期借用同系基法小學上課，直至1967年位於秀茂坪邨第17A座的校舍落成為止。其時，此校是全港唯一一所與第三型徙置大廈相連的「火柴盒」小學，亦是同系中華基督教會蒙民偉書院的關聯學校之一。
由於該邨重建，基秀小學早於1980年代尾需要縮班。至1991年，原校接獲房屋署通知，校舍亦需於1992年暑假後重建；期間，原校校方曾爭取續辦，但最終仍要如期停辦，而原址則重建為曉麗苑曉順閣。
1993年9月-2012年9月
在基秀停辦後不久，由於同一辦學機構在主要接收屋邨-天耀邨投得校舍，故基秀小學變相在一年後復辦。由於新校不再在秀茂坪辦學，校名遂由「基秀小學」改為「基耀小學」。及後，因基耀小學獲商人方潤華贊助，再改為現名。
學校曾分為上午校和下午校，不過後來轉為全日制。前教育統籌局曾於2002年分配現萬鈞伯裘書院的校舍予下午校分拆，並與同年由土瓜灣遷入天水圍的中華基督教會方潤華中學結為一條龍學校；及後，下午校於2004年起借用該校上課，以待上述校舍建成。不過因收生人數不足，分拆計劃告終並改為上下午校合併，而原先於方潤華中學上課的學生需重返原校；同時，兩校亦於2006年起結龍。
然而，此校最後亦不能避過「殺校」的威脅，在2009年首次被列入殺校名單；其後，此校雖然向教育局申請下年度再收小一，但由於元朗區小學學位供應已滿而不獲批准，直至2012年學校結束，成為天水圍區內第一間停辦的小學，校舍被房屋署收回，而結龍關係隨即結束。
而在2008-2012年間，此校曾開設夜中學部，名為「方潤華夜校」。其後，該夜校遷至方潤華中學上課。
2015年9月-2024年8月
在方潤華小學停辦後，中華基督教會香港區會曾極力爭取二度復辦，但不果。及後，因跨境學童入學潮緣故，政府於2014年向元朗區各小學進行諮詢，打算重用此校舍供區內現有小學擴班，而教育局隨即於同月推出此校舍競投，用作開辦可辦學9年的「有時限小學」。最終，校舍由原辦學團體投得。
至2015年9月，此校正式於原址暫時復辦。由於此校再獲方潤華贊助100萬元，故校名維持不變。
隨著有關辦學合約到期，此校最終於2024年暑假永久停辦，結束其合共54年（不包括中間兩次停辦）的歷史。

## 歷屆校長

### 基秀小學時代

#### 上午校
- 梁伯堯先生（1966年—？，創校校長）
- 鄭賚能先生（1981年—1984年）[註 2]
- 張月茜女士（1984年—1989年）[註 3]
- 王玉棠先生（1989年—1990年）[15][註 4]
- 戴有根先生（1990年—1992年，末任校長，由下午校校長兼任；舊校停辦後調任至基浩小學）[16]

#### 下午校
- 王秀貞女士（1966年—？，創校校長）[註 5]
- 李錦萬先生（1978年—1980年）
- 麥子嘉先生（1980年—1987年）[註 6]
- 張月茜女士（1987年—1989年，上午校校長兼任）
- 王秀貞女士（1988年—？）
  - 余輝泉先生（？—1991年，署任校長）[17]
- 戴有根先生（1988年—1992年，末任校長，1990年起兼任上午校）[16]

### 方潤華小學時代

#### 上午校
- 馮壽松先生（1993年，復辦後首任校長）[18][註 7]
- 莫湘萍女士（1993年—？）
- 梁銳強先生（？—2006年）

#### 下午校
- 鍾煥英女士（1994年—1997年，復辦後首任校長，後對調至同系元朗真光小學）[19]
- 侯肇榮先生（1997年—2002年，曾任同系基錫小學上午校及元朗真光小學，後對調至此校）[20]
- 何妙玲女士（2002年—2006年，改行全日制後繼續出任校長）

#### 全日制
- 何妙玲女士（2006年—2012年，全日制首任校長）
- 陳章華先生（2015年—2019年）
- 吳恩瀚先生（2019年—2021年）
- 謝家盈女士（2021年—2023年）
- 陳凱儀女士（2023年—2024年，末任校長，卸任後即時遣散）

#### 夜中學
- 何世強先生（2008年—2012年，由基協夜中學校長兼任，其後改於方潤華中學上課）

## 學校設施
學校佔地面積6,200平方米，空間寬敞，設施齊備。設施包括：
- 課室
- 校務處
- 美勞室
- 舞蹈室
- 教員室
- 常識室
- 展藝牆
- 數碼音樂室
- 音樂室
- 有蓋操場
- 電腦室
- 陶藝室
- 圖書館
- 遊戲室
- 禮堂

## 班別數目

### 原基秀小學
1967—68年度
- 上、下午校合共22班

1991—92年度
- 合共25班

### 方潤華小學（上、下午校合併）
2007—08年度
- 小一：1
- 小二：1
- 小三：2（原上下午校各1班）
- 小四：4（原上下午校各2班）
- 小五：8（原上午校5班；下午校3班）
- 小六：8（原上午校5班；下午校3班）

2008—09年度
- 小一：1
- 小二：1
- 小三：1
- 小四：2
- 小五：4
- 小六：8

2009—10年度
- 小一：沒有
- 小二：1
- 小三：1
- 小四：1
- 小五：2
- 小六：4

2011—12年度
- 小一：沒有
- 小二：沒有
- 小三：沒有
- 小四：1
- 小五：1
- 小六：2

2015—16年度
- 小一：3
- 小二：暫未開辦
- 小三：暫未開辦
- 小四：暫未開辦
- 小五：2
- 小六：1

2016—17年度
- 小一：5
- 小二：3
- 小三：暫未開辦
- 小四：暫未開辦
- 小五：1
- 小六：3

2017—18年度
- 小一：6
- 小二：5
- 小三：3
- 小四：暫未開辦
- 小五：2
- 小六：1

## 註解
1. 1 2  2023/24學年數字
2. ↑  鄭賚能原為基恆小學校長；其後，因移民美國而辭職。
3. ↑  張月茜原為基浩學校校長，於候任基慧小學下午校校長期間調至此校，並曾於1987-89年間兼任此校下午校校長，後調任至基真學校。
4. ↑  王玉棠於1990年獲真除校長一職，並調任至基慈小學上午校[15]；離職後，曾在2013年至2017年間出任上市公司香港教育國際（1082）的執行董事和董事會主席。
5. ↑  王秀貞其後曾任基慈小學上午校校長，1988年再任此校校長；於2020年逝世。
6. ↑  麥子嘉後調任至基慈小學上午校。
7. ↑  馮壽松僅負責創校前預備工作；已於2018年逝世。

## 著名/傑出校友
中華基督教會基秀小學舊生
- 余濟美（1969年小六）：香港中文大學化學系教授、聯合書院院長
- 楊雪儀（1976年小六下午校）：前香港女演員、1983年度香港小姐競選冠軍
- 陳欣欣（1984年小六）：有線電視體育節目主持、前亞洲電視藝員
- 梁遠雄（1984年上午校）：雅麗氏何妙齡那打素醫院急症科副顧問醫生
- 鍾惠玲：前香港法證專家、第3屆香港人道年獎得主、香港再生會與「十大再生勇士選舉」創辦人

## 外部連結
- 中華基督教會方潤華小學 官方網頁（页面存档备份，存于）